# (55565) Айа
(55565) Айа (2002 AW197)— транснептуновый объект, открытый 10 января 2002 года Майклом Брауном и классифицированный как классический объект пояса Койпера.
Точные данные об этом объекте были получены в том же году космическим телескопом Спитцера, и он получил статус кандидата в карликовые планеты.

## Статус кандидата карликовой планеты
По данным полученным с телескопа Спитцера, в 2007 году объекту (55565) Айа официально присвоен статус кандидата в карликовые планеты по следующим причинам:

### Параметры
Наблюдения телескопа Спитцера за тепловой эмиссией планеты показало что: диаметр планеты 734+116
−108, а альбедо 0,117+,04
−,03 при том, что минимальный диаметр карликовой планеты должен составлять ≈400 км. По данным М. Брауна, при альбедо 12 % и абсолютной магнитуде 3,5 диаметр объекта составляет 795 км.

#### Спектральный анализ
Спектральные лаборатории Европейского Космического Агентства (ESA) подтвердили достаточно сильное (для карликовых планет нормальное) покраснение.

#### Расстояние от Солнца
На данный момент расстояние от Солнца до планеты составляет примерно 7 000 000 000 км (47 а.е.). В афелии объект удаляется до 53,280 а.е. от Солнца. Точку перигелия (41,112 а.е.) объект пройдёт примерно в 2079 году.